# Wilsum
Wilsum là một đô thị thuộc huyện Grafschaft Bentheim trong bang Niedersachsen, Đức gần biên giới Hà Lan, và thuộc cộng đồng chung (Samtgemeinde) Uelsen.